# Yakovlev Yak-38
Lo Yakovlev Yak-38 (in cirillico Яковлев Як-38, nome in codice NATO Forger) era un cacciabombardiere turbogetto a decollo verticale ed ala a delta progettato dall'OKB 115 Jakovlev diretto da Aleksandr Sergeevič Jakovlev e sviluppato in Unione Sovietica negli anni settanta. Impiegato negli anni successivi dall'Aviacija Voenno-Morskogo Flota, l'aviazione navale dell'Unione Sovietica, fu il secondo velivolo, dopo il predecessore Yak-36, V/STOL sovietico ad entrare in servizio operativo.

## Storia

### Sviluppo
L'OKB di Yakovlev aveva appena cominciato a lavorare sul concetto di caccia VTOL, quando il vice-direttore del bureau, l'ingegner Stanislav G. Mordovin, aveva proposto una formula completamente nuova, nella quale il turboreattore principale Tumanskij R-27V-300 da 6.940 kg/s, con ugelli orientabili, sarebbe stato integrato da due RD-36-35FVR da 2.900 kg/s montati in posizione portante. 
Il Consiglio dei ministri approvò il progetto, designato Yak-36M.
La Marina militare sovietica era molto interessata ai nuovi sviluppi ed approvò la costruzione dei prototipi necessari verso la fine del 1967. Alla Marina servivano aerei d'attacco per le unità classe Kiev, incrociatori portaeromobili mezzoponte ancora in costruzione. L'aereo poi doveva poter svolgere ruoli secondari di ricognizione ed intercettazione.

#### Preserie

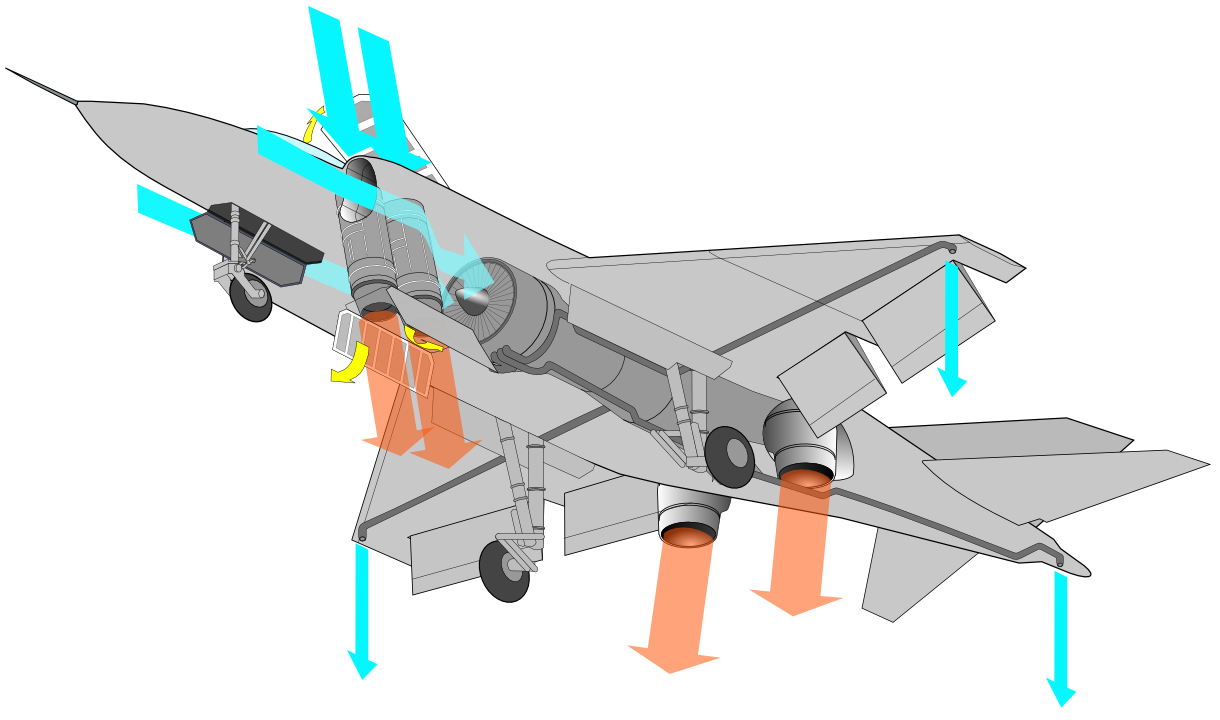
Schema dei motori portanti a bordo di uno Yak-38

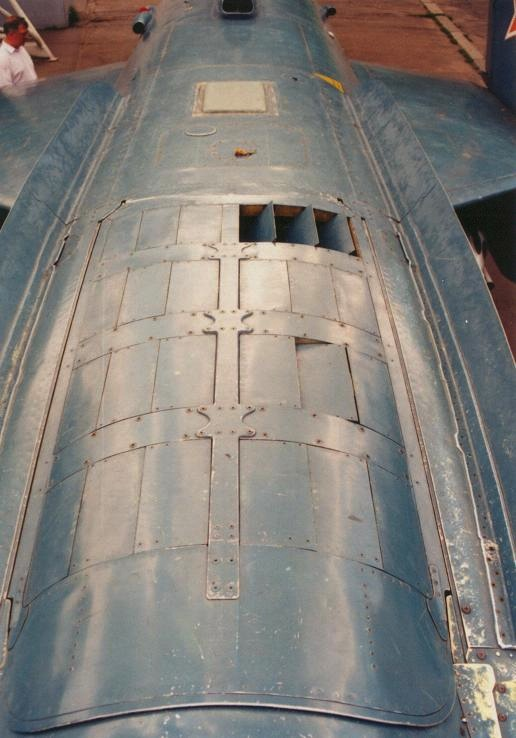
Portello superiore della presa d'aria dei verticali

I prototipi furono designati come Yak-36M, ma di fatto erano molto differenti dalla macchina originale. Lo sviluppo fu condotto dall'aeronautica militare per conto della Marina sovietica.
Furono ordinati cinque prototipi di Yak-36M, di cui uno biposto da addestramento. Due bombardieri Tu-16 Badger vennero usati nei collaudi per trasportare la sagoma aerodinamica dello Yak-36M con tanto di motori. La fusoliera era trasportata sotto il vano di carico delle bombe. Il primo collaudo riguardante uno Yak-36M monoposto avvenne il 22 settembre del 1970, seguito da un primo decollo convenzionale il 2 dicembre 1970. Lo sviluppo fu alquanto problematico ed il primo decollo verticale, seguito da un volo orizzontale ed un atterraggio verticale, venne effettuato solo il 25 febbraio del 1972, con Mikhail S. Deksbah ai comandi. Deksbah eseguì anche il primo atterraggio su un'unità della Marina sovietica, l'incrociatore portaelicotteri Moskva, il 18 novembre 1972.
Dopo aver eliminato i difetti peggiori, dal prototipo si passò ad ordinare la produzione ed il primo velivolo di serie uscì di fabbrica ai primi del 1975, mentre la Marina sovietica lo accettò in servizio come Yak-38 nell'ottobre del 1976. 
La NATO gli assegnò il codice Forger (poi Forger A).
Lo Yak-38 era un aeroplano dalla colorazione lucida. In servizio era in genere dipinto in blu oltremare.

#### Produzione complessiva
Uscirono di fabbrica 143 Yak-36 o 38 di tutte le serie, il numero varia a seconda della fonte. 12 monoposto e due biposto Yak-38U vennero imbarcati su tutti i quattro incrociatori della classe Kiev (Kiev, Minsk, Novorossijsk ed Admiral Gorshkov). Ci furono anche voli sperimentali su grosse navi container, ma mai voli operativi.

### Impiego operativo
Come menzionato prima, uno dei prototipi era un addestratore biposto. Era assodato che volare su di un apparecchio VTOL fosse un'esperienza del tutto nuova, poco familiare e rischiosa, che imponeva lo sviluppo di un addestratore per la conversione. Fu designato originariamente come Yak-36MU (uchebnij, addestramento) ed all'inizio era in grado di effettuare il solo decollo convenzionale. Volò per la prima volta il 17 agosto del 1972 con il pilota Mikhail Deksbah. L'introduzione in servizio avvenne nel 1978 come lo Yak-38U e fu battezzato Forger B dalla NATO. Il muso del nuovo biposto venne semplicemente copiato dal monoposto inclinando la fusoliera verso il basso dopo averla allungata il tanto che bastava. In questo modo l'istruttore, che sedeva di dietro, aveva una buona visuale. Era montata una spina sul dorso per mantenere centrato il baricentro. Il risultato della nuova configurazione era una fusoliera particolarmente bizzarra, storta e allungata.
Gli aggiornamenti, durante il servizio, venivano installati non appena il design bureau li rilasciava. Uno di questi aggiornamenti consisteva in una paratia dorsale lungo entrambi i lati del portello dei motori verticali, per limitare l'ingestione dei gas di scarico da parte di questi ultimi. Vennero anche aggiunte delle paratie per la separazione dello strato limite davanti alle prese d'aria principali. Questi ed altri miglioramenti diedero origine alla variante Yak-38M che volò nel 1982.
Lo Yak-38M adottava nuovi e più potenti propulsori, i Tumanskij R-28-300 ed i Kolesov RD-38, entrambi con circa il 10% di spinta in più dei predecessori. Il nuovo modello adottava un ruotino che poteva sterzare, che era comodo non solo per le manovre a terra, ma anche per i decolli verticali. I getti del motore verticale posteriore ora poteva essere ruotato di 5° in avanti e di 30° all'indietro, mentre era presente in cabina un limitato sistema di controllo per gli ugelli principali. Venne installato un sistema di iniezione di ossigeno per aumentare la potenza dei motori verticali. Fu migliorata anche l'affidabilità di tutta la struttura.

#### Operazioni imbarcate
Sembra che le capacità operative dello Yak-38 non fossero molto brillanti. Aveva un raggio d'azione di 700 km, limitato grandemente dal consumo dei motori durante i decolli verticali. I decolli tradizionali o corti non erano semplici da eseguire su una macchina con quattro motori arrangiati in quel modo. In acque più calde poi i motori si surriscaldavano facilmente. Inoltre non era realistico pensare di attaccare quattro armi, lo Yak-38 montava in servizio solo due piloni.

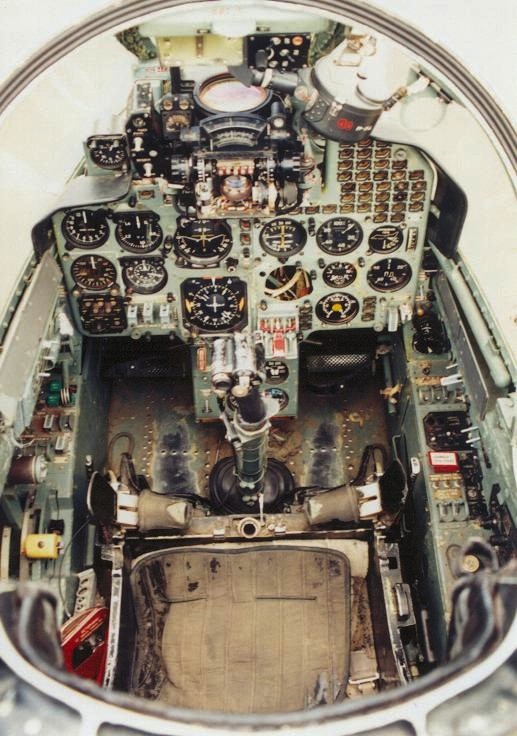
L'abitacolo di un Forger

L'affidabilità era scarsa. I motori portanti erano il problema maggiore, con una vita operativa di appena 22 ore. Dato che i motori portanti erano usati in decollo ed in atterraggio la cosa non era così penalizzante come sembrava, ma comunque non era facile impiegare lo Yak-38 in un teatro operativo. Inoltre vi erano altri problemi, quando la Kiev alla sua prima crociera nel Mediterraneo nel 1976, trasportò sei Yak-38, di cui solo tre erano funzionanti e verso la fine del viaggio solo uno era disponibile al termine della crociera operativa. Oltre all'inaffidabilità operativa un terzo delle macchine andò perduto in incidenti.

#### L'impiego a terra[2]
Essi ebbero anche una breve parentesi terrestre. Il 16 aprile 1980, infatti, la marina sovietica lo schierò nel teatro operativo dell'Afghanistan, a Shindand, dove fu costituito un distaccamento con quattro Yak-38. In questo contesto vennero confermati i limiti di questo aereo: scarsa autonomia e carico bellico, macchina troppo complicata e poco affidabile, molto difficile da revisionare e pure difficile da pilotare. Inoltre in Afghanistan l'aeroplano durante il decollo proiettava tutt'intorno sabbia e detriti pericolosi.

## Descrizione tecnica

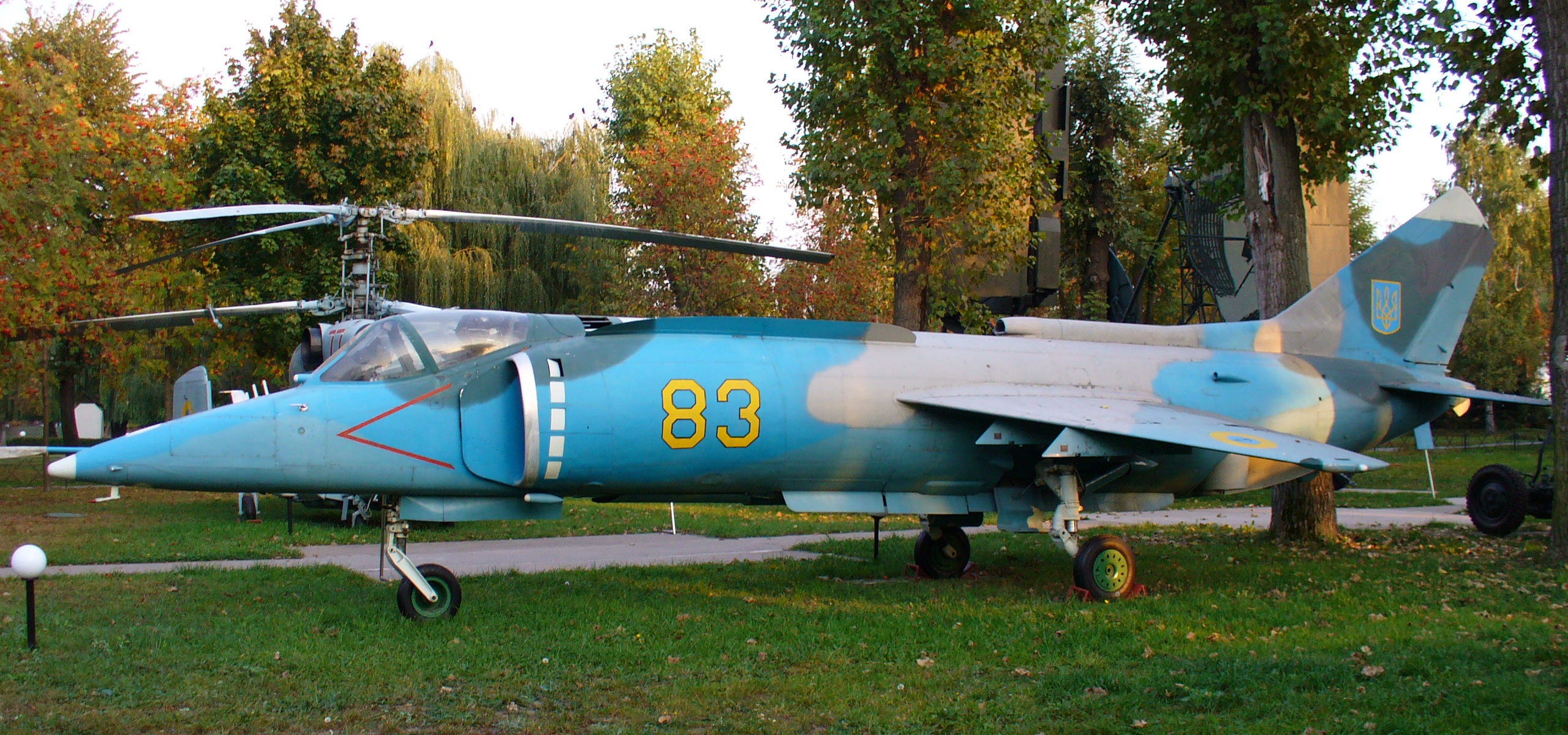
Uno Yak-38M con i colori ucraini conservato al Museo dell'Aeronautica ucraina di Vinnycja

Il Forger aveva un'ala a freccia montata a metà della fusoliera, ripiegabile per occupare meno spazio sulle imbarcazioni ed un ipersostentatore in due parti (double slotted flap). L'ala possedeva un angolo diedro di 10°, senza angolo di svergolamento. Oltre agli ipersostentatori lo Yak-38 era anche provvisto di parafreno.

Aveva una coda convenzionale ed i piani orizzontali con un grande angolo diedro. I due RD-36-35FVR erano montati verticalmente in tandem dietro la cabina e sotto un portello incernierato all'indietro. L'R-27V-300 con due ugelli di scarico orientabili era alloggiato orizzontalmente nella seconda metà della fusoliera con le prese sui fianchi della cabina.
Il carrello d'atterraggio era un convenzionale tipo triciclo con freni differenziali per agevolare lo sterzo. Ogni gamba aveva un'unica ruota, il ruotino si richiudeva all'indietro ed il carrello principale si richiude in avanti e verso l'interno.

Il cupolino si apre dal lato sinistro ed il sedile è un K-36M con espulsione automatica in decollo ed in atterraggio con il sistema SK-EM. Questo sistema si attiva automaticamente dopo che la macchina si alza di pochi metri dal ponte, ma si può spegnere manualmente, o si spegne automaticamente quando gli ugelli vengono inclinati più di 67° dalla verticale. Il seggiolino viene espulso in alto, ma leggermente verso sinistra per evitare le sovrastrutture della torre a destra del ponte della portaerei. Se il portello dei motori verticali è chiuso, il cupolino viene lanciato via prima dell'espulsione, ma se il portello è aperto il seggiolino attraversa il cupolino usando degli arieti montati sulla sommità del poggiatesta.
Lo Yak-38 aveva un'avionica relativamente semplice. In cabina era montata una radio, un sistema di identificazione amico o nemico (IFF, identification friend or foe), un sistema di navigazione, ed un registratore dei dati di volo. Non c'era né radar né un sistema automatico di acquisizione del bersaglio, solo un mirino per il cannone e per i missili.

### Motori
Il Tumanskij R-27V-300 montava un doppio ugello di scarico orientato idraulicamente. La spinta massima al decollo, a secco, era di 57,81 kN (5.895 kg), mentre con il postbruciatore era di 64,71 kN (6.600 kg). Gli ugelli si potevano posizionare in posizione verticale per l'atterraggio in una singola sequenza che impiegava sei secondi, mentre per muovere gli ugelli in posizione orizzontale era necessario un passaggio a 25°, poi a 45° ed infine a 90°.
Il Kolesov RD-36V-35FV era un motore compatto e leggero che forniva una spinta massima di 28,46 kN (2.900 kg) per breve periodo. Lo scarico non era orientabile, ma era inclinato per dirigere il flusso secondo l'asse del motore. I due motori verticali erano inclinati di 10° rispetto alla verticale, in avanti, cosicché gli scarichi erano orientati verso la coda. Gli scarichi avevano inclinazioni differenti in modo che il risultato fosse in equilibrio con la forza di gravità. Lungo gli scarichi erano montate delle piccole piastre per indirizzare meglio il flusso.

### Armamento
Alcune fonti affermano che lo Yak-38 era provvisto di un cannone a doppia canna da 23 mm Gryazev-Shipunov GSh-23L sotto la fusoliera, ma non sembra che avesse avuto nessun cannone interno di serie. Sotto ogni semiala erano montati due piloni, per un totale di quattro. Si potevano attaccare ai piloni serbatoi esterni, bombe, razziere, il pacco del cannone, missili aria-aria A-60 (AA-8 Aphid) a ricerca di calore ed il missile aria-superficie Kh-23 (AS-10 Karen), il quale richiedeva un pacco esterno dell'apparecchiatura di guida. Sembra che il carico massimo esterno dello Yak-38 fosse di 600 kg.

### Consuntivo
Questa macchina, anche se probabilmente non pronta per l'uso operativo, permise alla Marina Sovietica di fare esperienza con gli aeroplani imbarcati, anche se come tutte le esperienze non ebbe solo lati positivi.
Con la caduta dell'Unione Sovietica, lo Yak-38 fu radiato dal servizio dopo un incidente nel giugno 1991, con pochi rammarichi.

## Utilizzatori
Unione Sovietica
- Aviacija Voenno-Morskogo Flota